# Fred Phelps

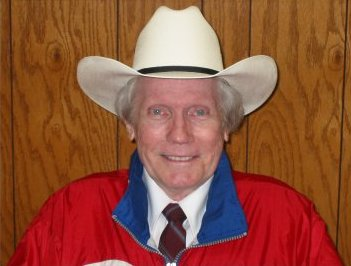
Fred Phelps 2002

Fred Waldron Phelps (* 13. November 1929 in Meridian, Mississippi; † 19. März 2014 in Topeka, Kansas) war ein US-amerikanischer Prediger und Sprecher der Westboro Baptist Church in Kansas, einer fundamentalistischen, keinem baptistischen oder anderen christlichen Dachverband angeschlossenen Baptistengemeinde, der die seiner Ansicht nach zu liberale Politik gegenüber Homosexuellen kritisierte und durch provokative Demonstrationen bei Trauerfeiern für gefallene Soldaten aufgefallen ist. Sein Hauptslogan war „God Hates Fags“ (dt. „Gott hasst Schwuchteln“).

## Jugend und Ausbildung
Phelps wurde am 19. November 1929 in Meridian im US-Bundesstaat Mississippi als älteres zweier Kinder von Catherine Idalette Johnston und des Bahnpolizisten Fred Wade Phelps geboren. Seine Mutter verstarb bereits 1935, so dass eine Großtante seine Erziehung weitgehend übernahm. Er nahm am religiösen Leben der methodistischen Kirche seines Ortes teil. Weggefährten seiner Kindheits- und Jugendjahre beschrieben ihn als sportlich, intelligent und ansonsten in keiner Weise auffällig. Er erwarb in der Highschool seines Heimatorts den Schulabschluss mit herausragendem Erfolg und erhielt eine Einladung für die Militärakademie West Point. Er schlug sie aber aufgrund eines religiösen Erweckungserlebnisses aus und schrieb sich stattdessen in der Bob Jones University ein, einer protestantischen Bildungsstätte in Cleveland, Tennessee. Im Sommer 1947 wechselte er seine Denomination vom Methodismus zum Baptismus. Bereits in dieser Zeit zeigte er Mitstudenten zufolge starken religiösen Eifer. Bei einem Missionsaufenthalt in Vernal (Utah) wurde er mit 17 Jahren zum Baptistenprediger ordiniert. Von dort aus kehrte er nach Cleveland zurück, führte seine Ausbildung dort aber nicht weiter, sondern wechselte zunächst für ein Jahr an das Prairie Bible Institute in Three Hills, Provinz, Alberta, Kanada, um 1951 am John Muir College in Pasadena, Kalifornien einen Abschluss zu erwerben.
Seine spätere Frau Margie M. Simms lernte er bei einer Predigt im Arizona Bible Institute in Phoenix, Arizona kennen und heiratete sie am 15. Mai 1952. Der Ehe entstammen dreizehn Kinder. 1954 zog die Familie nach Topeka, Kansas, wo er eine Predigerstelle bei einer Baptistenkirche im Ostteil der Stadt antrat und den Auftrag erhielt, eine Zweigkirche im Westteil der Stadt aufzubauen.

## Gründung der Westboro Baptist Church

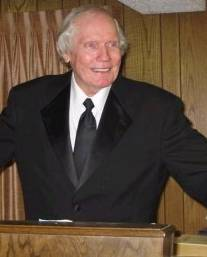
Fred Phelps als Prediger

1955 eröffnete er in einem westlichen Stadtviertel Topekas eine eigene Baptistenkirche, die Westboro Baptist Church und brach bald die Verbindung zu seiner Stammkirche ab. Der Zustrom an Gläubigen hielt sich in Grenzen, so dass er zur Finanzierung des Lebensunterhaltes seiner Familie unter anderem als Hausierer für Staubsauger und Kinderwagen tätig wurde. Auch seine Kinder sandte er später zum Süßigkeitenverkauf durch die Stadt.
Seine religiösen Vorstellungen beinhalteten ein fundamentalistisches Glaubensverständnis nach den Buchstaben der Bibel. Er bezog sich wie die Mehrzahl der Reformierten Kirchen auf die fünf Punkte des Calvinismus. Hervorstechend sind sein biblisch begründeter Hass auf Homosexualität und alle, die Homosexualität nicht energisch bekämpfen, und seine radikale Ablehnung aller religiösen Lehren außerhalb seiner eigenen Kirche, insbesondere Hass gegen Katholizismus und Judentum. Von allen anderen liberalen, Mainline- oder evangelikalen Kirchen oder bekannten christlichen Persönlichkeiten wie beispielsweise Billy Graham grenzte sich Phelps strikt ab und bezeichnete diese u. a. als „Homosexuellenkirchen“ (sodomite churches).
Für seine religiösen Ansichten als Pastor der Westboro Baptist Church siehe auch: Westboro Baptist Church#Glaubensansichten.

## Tätigkeit als Anwalt
Phelps begann ein Jurastudium an der örtlichen Washburn University, einer Universität mit bürgerrechtlicher Tradition, das er 1964 abschloss. Er hatte aufgrund seines Leumunds zunächst Schwierigkeiten, die Zulassung als Rechtsanwalt vor bundesstaatlichen Gerichten zu erhalten.
In seiner Tätigkeit als selbstständiger Anwalt legte er einen Schwerpunkt auf die Vertretung der Interessen afroamerikanischer Mandanten in Bürgerrechts- und Antidiskriminierungsverfahren, vor allem vor Bundesgerichten. Er war dabei so engagiert und erfolgreich, dass er in den 1980er Jahren mehrere Preise dafür erhielt, darunter einen Preis der führenden Bürgerrechtsorganisation NAACP. Die meisten seiner Kinder studierten Jura. Andererseits kam er zeit seiner Karriere immer wieder in Konflikt mit dem Strafrecht oder anwaltlichen Standesregeln, was ihm erstmals 1969 eine zeitweilige Suspendierung seiner Zulassung eintrug. Einige von ihm eingereichte Klagen erscheinen absurd, z. B. die Klage gegen ein Warenhaus auf Zahlung von 50 Mio. $ wegen verspäteter Lieferung eines Fernsehapparates, die Klage auf Aufnahme dreier seiner Kinder an der örtlichen Universität, weil er als Bürgerrechtsanwalt Minderheitenstatus beanspruchen könne, oder eine Klage gegen US-Präsident Ronald Reagan wegen Entsendung eines Botschafters in den Vatikan. Nach 1979 häuften sich die temporären oder dauerhaften Einschränkungen seiner Anwaltslizenz wegen Fehlverhaltens. 1989 verzichtete er in einem Vergleich ganz auf seine weitere Berufsausübung.
Seit Ende der 1980er Jahre unternahm Phelps Versuche, sich politisch zu betätigen. 1988 unterstützte er den demokratischen Präsidentschaftsanwärter Al Gore, indem er seinem Wahlkampfteam Räume zur Verfügung stellte. In den 1990er Jahren bewarb er sich in den Vorwahlen der Demokraten wiederholt um öffentliche Ämter, darunter dreimal um den Posten als Gouverneur von Kansas, einmal um einen Sitz im US-Senat und einmal als Bürgermeister von Topeka. Er unterlag in allen Vorwahlen, erreichte aber teilweise beachtliche Ergebnisse von bis zu 30,8 %.

## Demonstrationen der Westboro Baptist Church und nationale Bekanntheit

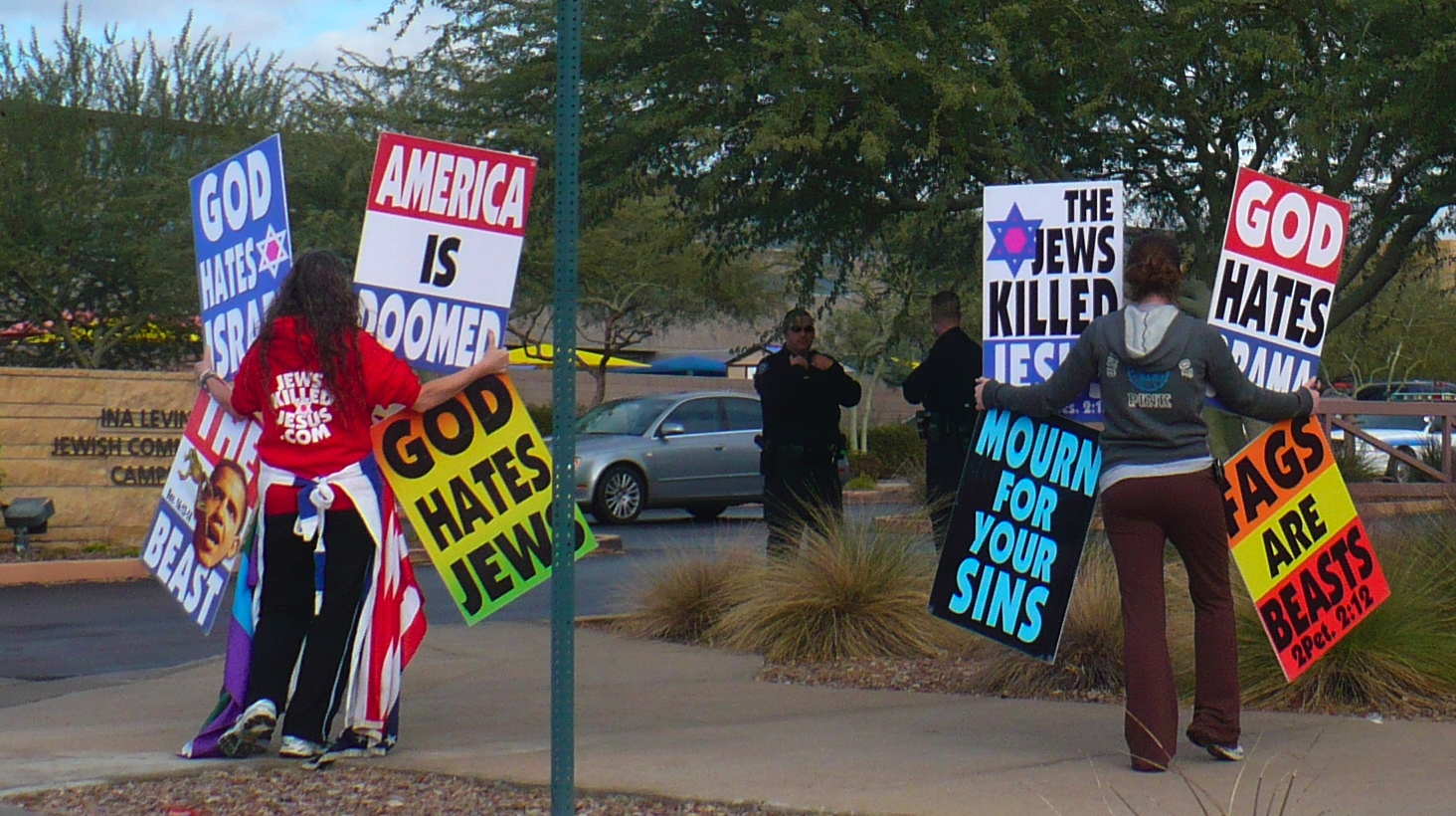
Aktion, die sich gegen Juden und Präsident Obama richtet, von WBC-Mitgliedern vor einem jüdischen Gemeindezentrum

1991 führten Mitglieder der Westboro Baptist Church erstmals Demonstrationen gegen Homosexuelle durch, und zwar im fußläufig von der Kirche entfernten Gage Park in Topeka, der als Treffpunkt für Homosexuelle vermutet wurde. Bald dehnten sie ihre Demonstrationen auf das gesamte Stadtgebiet aus und begannen damit, die ganzen USA zu bereisen. Bereits 1992 verabschiedete der Kongress von Kansas ein Gesetz zur Beschränkung von Demonstrationen bei Beerdigungen, Nachstellungen von Personen und Belästigung per Telefax – es richtete sich in erster Linie gegen die Aktivitäten der Westboro Baptist Church. In der Folge schlug sich die öffentliche Protesttätigkeit der Westboro Baptist Church kontinuierlich in juristischen Auseinandersetzungen um die Zulässigkeit von Protesten, Schmerzensgeldforderungen von Diffamierten und Gegenklagen wegen unzulässiger Verfolgung der Kirche durch staatliche Organe nieder. 1993 trat Phelps erstmals in einer Talkshow auf. In der Sendung der Moderatorin Ricki Lake vertrat Phelps die Ansicht, AIDS-Kranke verdienten ihren Tod und nach Handgreiflichkeiten wurden Phelps und seine mitgereisten Verwandten aus dem Studio entfernt. Ab 1997 begann die Gruppe, das Internet für die Verbreitung ihrer Ansichten zu nutzen. Ende der 1990er Jahre waren die Westboro Baptist Church und ihr Kopf Phelps USA-weit bekannt, vor allem wegen verhöhnender Demonstrationen bei Beerdigungen von AIDS-Toten und insbesondere der Beisetzung des Studenten Matthew Shepard, der 1998 Opfer eines homophoben Hassverbrechens geworden war.

## Höhepunkt der Bekanntheit und Rückzug aus der Öffentlichkeit

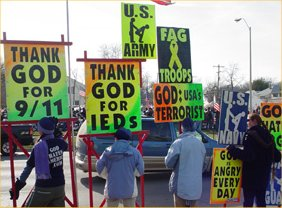
Plakate u. a. gegen die US-Armee

Nach 2000 machte Phelps vor allem durch die Störung von Begräbnissen von im Irak und in Afghanistan gefallenen US-Soldaten durch Demonstrationen seiner Kirche Schlagzeilen. In seinen Augen hatten Soldaten, die für eine Regierung gefallen sind, die der „Homosexuellen-Problematik“ so tolerant gegenübersteht, kein Recht auf eine christliche Totenfeier bzw. Begräbnis.
Das Verhalten von Phelps und seinen Anhängern stieß in der amerikanischen Öffentlichkeit auf wachsenden Widerstand. Beispielhaft hierfür sind die ursprünglich seinetwegen gegründeten Patriot Guard Riders, die es sich zur Aufgabe gemacht haben, die trauernden Hinterbliebenen der Soldaten von den demonstrierenden Mitgliedern seiner Kirche abzuschirmen. Aber auch die gesetzgebenden Organe in den USA sind tätig geworden. Mehrere Bundesstaaten verabschiedeten Gesetze zum Verbot derartiger Proteste bei (Soldaten-)Begräbnissen. Am 24. Mai 2006 verabschiedeten Repräsentantenhaus und Senat der Vereinigten Staaten den Respect for America's Fallen Heroes Act, der fünf Tage später von Präsident George W. Bush unterzeichnet wurde und der Proteste im Umkreis von 300 Fuß (ca. 100 Metern) um nationale Soldatenfriedhöfe ab einer Stunde vor und bis eine Stunde nach Beerdigungen bei Geldstrafe bis USD 100.000 oder bis zu einem Jahr Haft verbietet.
Im Laufe der 2000er Jahre nahm Phelps immer seltener an den öffentlichen Aktivitäten seiner Kirche teil. Demonstrationen und Medienauftritte wurden zunehmend von seinen Kindern übernommen, in erster Linie seiner Tochter Shirley Phelps-Roper.

## Familienleben

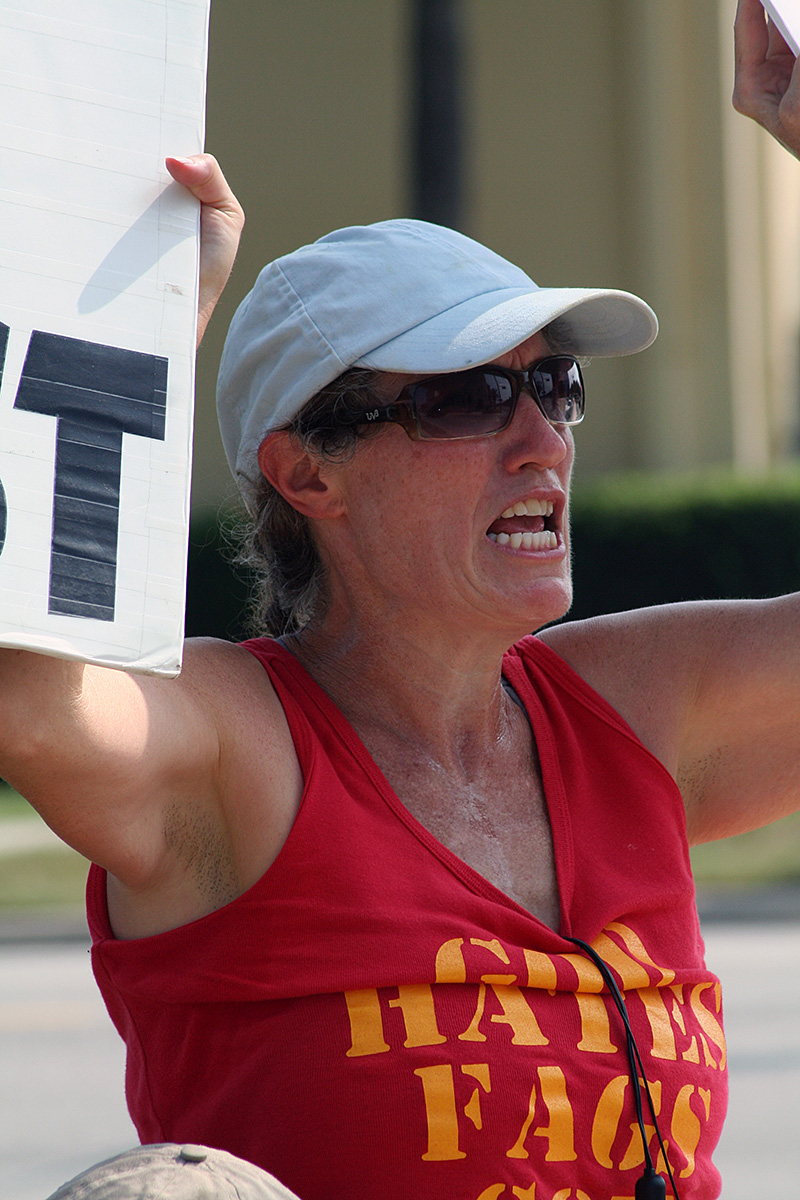
Shirley Phelps-Roper

Die meisten der 13 Kinder Phelps' blieben mit ihren Ehepartnern, Kindern und Enkeln Mitglieder der Glaubensgemeinschaft. Mehrere Kinder und Enkel haben die Glaubensgemeinschaft verlassen, darunter Nathan „Nate“ Phelps (* 22. November 1958). Er hat sich von seinem Vater losgesagt, ist bekennender Atheist und LGBT-Aktivist. Er berichtet zudem von brutalen Misshandlungen, die Fred Phelps an seinen Kindern und auch an seiner Frau verübt habe.
Nach Angaben Nate Phelps' wurde Fred Phelps im August 2013 nach Meinungsverschiedenheiten aus der Westboro Baptist Church exkommuniziert. Auf ihrer Website äußerte die Kirche hierzu, Mitgliedschaftsangelegenheiten seien Privatsache; die Kirche werde nicht von einer einzelnen Person geleitet, acht Älteste seien für die Lehre und Predigt verantwortlich.
Fred Phelps starb am späten Abend des 19. März 2014 im Midland-Care-Hospiz in Topeka.